# آرامگاه پیر پالان‌دوز
مقبره پیر پالان‌دوز مربوط به دوره صفوی ـ دوره معاصر است و در مشهد، جنب دور برگردان خیابان نواب صفوی، ضلع شرقی حرم امام رضا (ع) واقع شده و این اثر در تاریخ ۵ اردیبهشت ۱۳۵۶ با شمارهٔ ثبت ۱۳۷۵ به‌عنوان یکی از آثار ملی ایران به ثبت رسیده است.
این مقبره متعلق به محمد عارف عباسی، از عرفای بزرگ قرن دهم هجری و قطب سلسله ذهبیه است. بنای مزبور چهار ضلعی بوده و دارای گنبد پیازی شکل و ایوان آجری زیبا است. در داخل بقعه بر سقف‌ها بقایای نقاشی‌هایی از دوران صفویه وجود دارد. بنا با کاشی‌های ساده فیروزه‌ای رنگ تزئین شده است. تاریخ ساخت بنا مربوط به سال ۹۸۵ قمری می‌باشد.